# Kalliosaari (ö i Birkaland, Nordvästra Birkaland, lat 62,19, long 23,10)
Kalliosaari är en ö i Finland. Den ligger i sjön Kankarinjärvi och i kommunen Kihniö i den ekonomiska regionen  Nordvästra Birkalands ekonomiska region  och landskapet Birkaland, i den sydvästra delen av landet, 240 km norr om huvudstaden Helsingfors. Öns area är 1 hektar och dess största längd är 150 meter i öst-västlig riktning.